# Wright Model EX
Il Wright Model EX ("EX" per exhibition) era un biplano monoposto monomotore da corsa e da esibizione, progettato dai fratelli Wright all'inizio degli anni 1910 a partire dal Wright Model R. È ricordato principalmente per l'impresa di Calbraith Perry Rodgers, il quale tra il settembre e il dicembre 1911 pilotò un Model EX (noto come "Vin Fiz") nella prima trasvolata del continente nordamericano.

## Storia del progetto
Il Wright Model EX venne progettato da Wilbur e Orville Wright appositamente come aereo da esibizione per voli a carattere dimostrativo. Si trattava di un biplano piccolo e veloce, derivato direttamente dall'aereo da gara Wright Model R e ad esso complessivamente molto simile.

## Tecnica
Il Wright Model EX era un biplano monomotore monoposto a doppia elica spingente con gli impennaggi collocati in coda. La sua configurazione, la sua struttura, il sistema di controllo e la maggior parte degli impianti erano quasi identici a quelli del Model B, il primo aeroplano Wright a distaccarsi dalla formula canard. Dal Model B, rimpicciolendolo e riducendo la distanza tra l'ala inferiore e quella superiore (il che aveva portato a ridurre considerevolmente la quantità di cavi di rinforzo e, di conseguenza, la resistenza aerodinamica opposta dal velivolo all'avanzamento) Wilbur e Orville avevano tratto nel 1910 il Model R. Grazie al notevole affinamento aerodinamico, questo aereo da corsa poteva raggiungere velocità assai più alte del suo predecessore. Dal Model R nel 1911 venne ricavato il Model EX: la corda alare venne aumentata e le ali vennero allungate per migliorare la controllabilità del velivolo; il carrello d'atterraggio venne modificato in modo da generare meno resistenza e così, grazie anche all'introduzione di un motore a 4 cilindri in linea potenziato, il Model EX rimase – al pari del Model R – un aereo dotato di buone caratteristiche di velocità.

## Impiego operativo
Grazie alle sue doti in termini di velocità il Wright Model EX venne impiegato spesso come aereo da corsa – oltre che per semplici esibizioni o voli dimostrativi – in molte delle manifestazioni sportive legate al volo che si andavano diffondendo all'inizio degli anni 1910. Un esemplare volò con la pattuglia da esibizione dei fratelli Wright (i Wright Fliers) a partire dal 1911, e fu poi affittato da due piloti che lo impiegarono per voli dimostrativi in California. Tuttavia, la notorietà del modello è legata principalmente all'impresa portata a termine da Calbraith Perry Rodgers alla fine del 1911 con l'altro Model EX costruito – la prima trasvolata degli Stati Uniti da costa a costa.

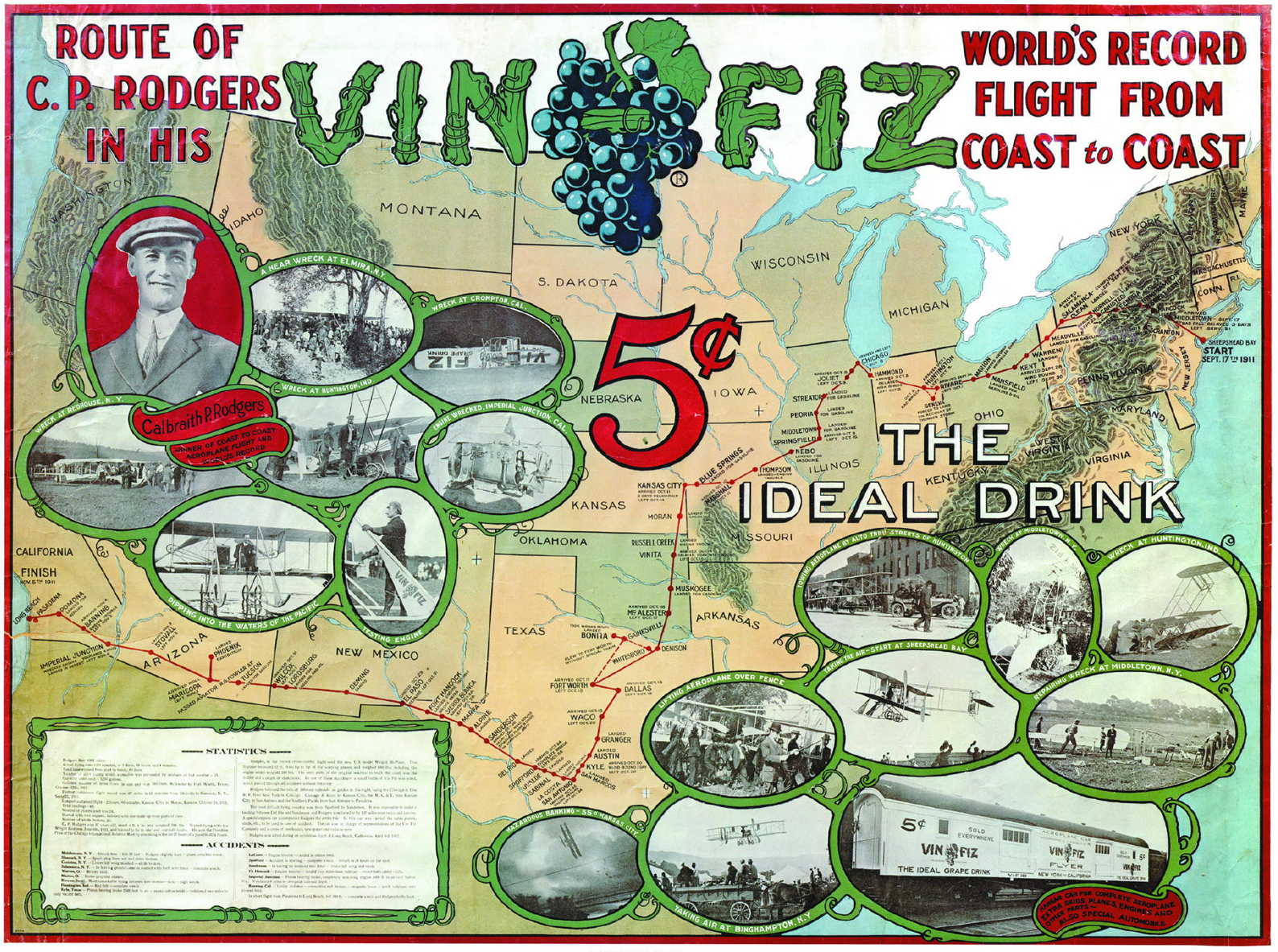
Un poster pubblicitario del 1912 celebrante il volo da costa a costa di Cal Rodgers per il "Vin Fiz".

### Il "Vin Fiz"
Nell'ottobre 1910 il facoltoso editore statunitense William Randolph Hearst aveva messo in palio un premio di 50 000 dollari per il primo aviatore che fosse riuscito a completare la trasvolata degli Stati Uniti da costa a costa in meno di 30 giorni. L'impresa, considerando lo stato del progresso della tecnologia aeronautica nel 1910, presentava notevoli difficoltà tecniche. Solo tre piloti effettivamente partirono nel tentativo di aggiudicarsi il premio: Robert Fowler (che in seguito sarebbe divenuto il primo a completare un volo coast-to-coast da ovest verso est), Jimmy Ward e Calbraith Rodgers.
Calbraith "Cal" Perry Rodgers, nato da una ricca famiglia la cui storia era legata alla U.S. Navy, non poté arruolarsi in marina a causa di una malattia di gioventù che l'aveva reso quasi completamente sordo. Avendo quindi deciso di dedicarsi all'aviazione, si brevettò presso la scuola di volo dei fratelli Wright nell'agosto 1911. Solo un mese più tardi sarebbe partito per il primo volo transcontinentale attraverso il Nordamerica.
Il denaro del premio non sarebbe bastato a coprire le spese per l'acquisto di un aeroplano e a finanziare la squadra di supporto che avrebbe dovuto seguirlo in treno attraverso gli Stati Uniti; Rodgers dunque si rivolse all'ingegnere e promotore finanziario Stewart DeKrafft, con il quale aveva discusso della possibilità di un volo transcontinentale in occasione dell'International Aviation Meet di Chicago del 12-20 agosto 1911; costui riuscì a procurargli il supporto finanziario della Armour Meat-Packing Company di Chicago, che aveva intenzione di sfruttare l'impresa di Rodgers per pubblicizzare una nuova bibita al gusto di uva nota come "Vin Fiz". Lo sponsor pagò per il Wright Model EX di Rodgers, e dipinse su tutte le superfici dell'aereo il logo della bevanda "Vin Fiz" – la quale diede anche il nome all'aeroplano; noleggiò inoltre un treno privato, che venne chiamato "Vin Fiz Special", composto di una carrozza passeggeri (su cui viaggiavano, tra gli altri, la madre di Rodgers, sua moglie e una squadra di tecnici capitanata da Charlie Taylor, il meccanico dei fratelli Wright) e di una "carrozza hangar" (su cui viaggiavano il Model B di Rodgers, un'automobile e una quantità di parti di ricambio abbastanza elevata da poterne costruire un intero Model EX).

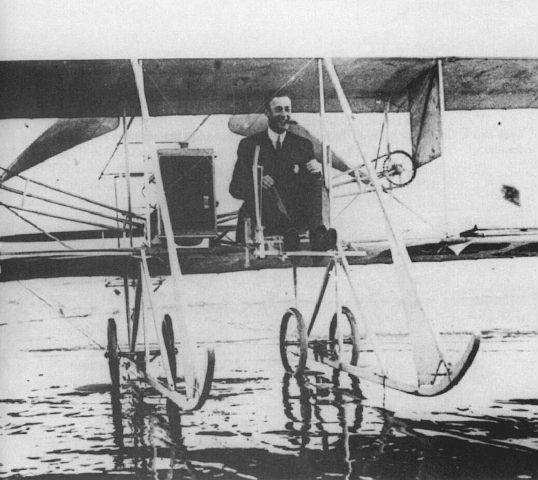
Il 10 dicembre 1911 il Model EX di Cal Rodgers, giunto alla costa occidentale degli USA, bagna le ruote nell'oceano Pacifico presso Palm Beach, California.

Il 17 settembre 1911 (solo poche settimane prima della scadenza del premio Hearst) Rodgers decollò da Sheepshead Bay (a Brooklyn, sulla costa orientale degli Stati Uniti) per la prima tappa del suo viaggio. Il giorno successivo il "Vin Fiz" andò incontro al primo di una lunga serie di incidenti che avrebbero costellato il viaggio di difficoltà e di ritardi; anche se questi incidenti non ebbero mai conseguenze gravi e Rodgers non ne uscì mai ferito gravemente, la necessità di apportare all'aereo continue riparazioni provocò considerevoli ritardi. Per cinque volte uno schianto molto duro costrinse i tecnici a ricostruire il velivolo quasi da capo; per due volte il motore esplose in volo, e altre dodici volte atterraggi particolarmente bruschi danneggiarono l'aereo in modo meno grave. Giunto a Chicago, il "Vin Fiz" era già quasi completamente privo di speranze di arrivare sulla costa ovest entro 30 giorni dalla partenza.
Inoltre, ai ritardi dovuti agli incidenti si sommarono quelli dovuti agli errori di navigazione. A bordo del "Vin Fiz" non c'erano né bussole, né mappe, né alcun altro strumento che consentisse al pilota di orientarsi in volo. Rodgers volava seguendo le rotaie della ferrovia, ma capitò spesso che sbagliasse direzione in presenza di bivi e intersezioni.
Dovendo raccogliere fondi extra, durante le tappe della trasvolata DeKrafft organizzò esibizioni improvvisate del Model EX di Rodgers, e anche voli in cui il pilota prendeva dei passeggeri a bordo del suo Model B in cambio di un pagamento. La moglie di Rodgers, Mabel Graves, contribuì vendendo cartoline e francobolli del "Vin Fiz" e organizzando un informale servizio di posta aerea.
Nonostante le innumerevoli difficoltà, Rodgers continuò a volare anche dopo che furono trascorsi i 30 giorni dalla partenza. La sua tenacia e determinazione gli procurarono il favore del pubblico, che gli fornì crescente supporto man mano che il "Vin Fiz" si avvicinava alla meta.
Rodgers giunse a Pasadena, in California, il 5 novembre – 49 giorni dopo essere partito da Sheepshead Bay. Tuttavia, ad appena 14 chilometri da Long Beach, la sua meta finale, ebbe un altro grave incidente in cui si ruppe entrambe le gambe e una clavicola. Fu costretto a una lunga degenza in ospedale, al termine della quale riprese in mano i comandi per terminare il suo volo da costa a costa. Giunse al Pacifico il 10 dicembre 1911, 84 giorni dopo aver lasciato le rive dell'Atlantico. 50 000 persone salutarono entusiasticamente il suo arrivo a destinazione. Pur non avendo vinto il premio Hearst, Rodgers aveva completato la prima trasvolata del continente nordamericano da costa a costa.

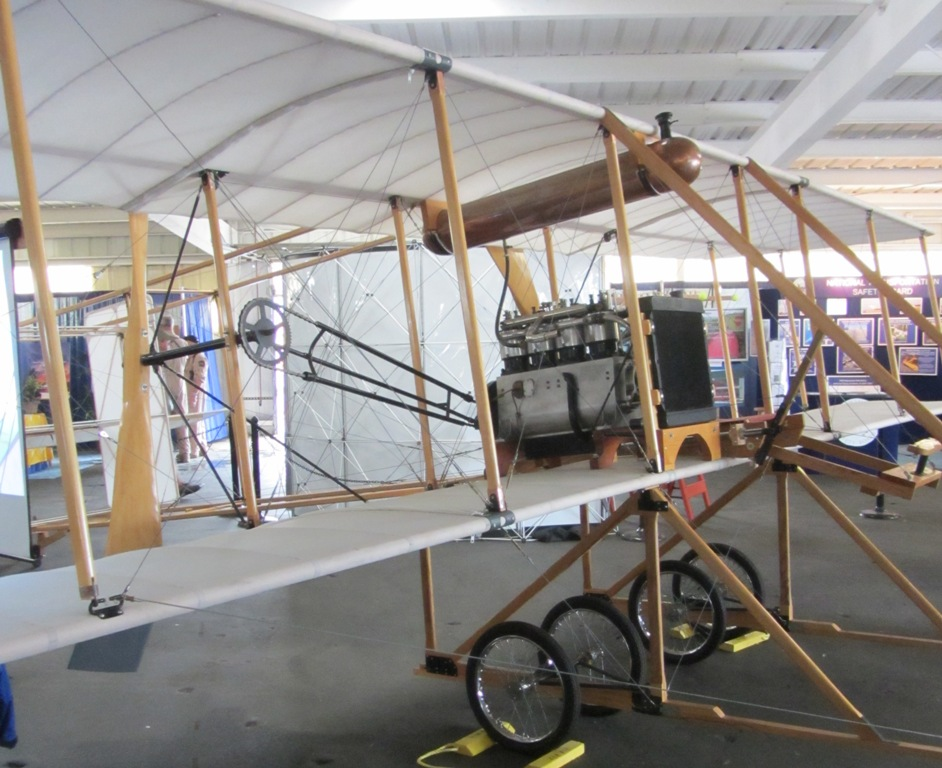
Una replica moderna del Wright Model EX "Vin Fiz".

Cal Rodgers morì in un incidente aereo nell'aprile 1912.

## Esemplari attualmente esistenti
Dopo la morte di Rodgers, il "Vin Fiz" venne acquistato dal cugino di Cal e offerto in dono alla Smithsonian Institution di Washington, che lo rifiutò. L'aereo passò allora a Mabel Graves Rodgers e al suo nuovo marito, i quali esposero e fecero volare l'aereo fino al 1914; in quell'anno, in seguito a un'azione legale, il velivolo passò in mano alla madre di Rodgers. Charlie Taylor raccontò che a questo punto l'aereo venne spedito dalla signora Rodgers a Dayton, presso la fabbrica dei Wright, affinché venisse restaurato; tuttavia, dal momento che il pagamento per i lavori di riparazione rimase inevaso, il "Vin Fiz" restò nei magazzini dei Wright fino a quando, nel 1916, la Wright Company si fuse con la Glenn L. Martin Company: il velivolo venne allora distrutto. Nel 1917 però la madre di Rodgers donò un "Vin Fiz" restaurato al Carnegie Institute di Pittsburgh, il quale a sua volta lo vendette alla Smithsonian nel 1934. Questa apparente contraddizione si spiega probabilmente col fatto che durante il volo transcontinentale il "Vin Fiz" subì riparazioni estremamente radicali, ed in effetti non giunsero a Long Beach che pochissime delle componenti originali che erano partite da Sheepshead Bay: dunque non esisteva un solo "Vin Fiz", dal momento che (utilizzando molte parti originali e ricostruendone alcune) due separati restauri avevano creato due separati "Vin Fiz". Uno di essi andò effettivamente distrutto mentre l'altro, ricostruito con le parti che erano state danneggiate durante il volo da costa a costa, sopravvive tuttora presso la Smithsonian Institution. È stato nuovamente restaurato nel 1960.
Risulta che non siano sopravvissuti altri Model EX originali. Ne esistono tuttavia diverse repliche: in particolare, a causa della suggestiva storia dell'impresa di Cal Rodgers, il velivolo "Vin Fiz" è l'aeroplano Wright di cui sono state costruite più riproduzioni.